# Valaliky
Valaliky és un poble i municipi d'Eslovàquia. Es troba a la regió de Košice, a l'est del país.

## Història
La primera referència escrita de la vila data del 1961.

## Demografia
| Godina             | 1994 | 2004   | 2014   | 2024   |
| ------------------ | ---- | ------ | ------ | ------ |
| Nombre de persones | 3563 | 3913   | 4264   | 4549   |
| Diferència         |      | +9,82% | +8,97% | +6,68% |

| Godina             | 2023 | 2024   |
| ------------------ | ---- | ------ |
| Nombre de persones | 4520 | 4549   |
| Diferència         |      | +0,64% |